# Бартек (дерево)
Дуб «Бартек» — черешчатый дуб, памятник природы. Произрастает у дороги в гмине Загнаньск в Свентокшиском воеводстве в Польше. Известное дерево в стране. Имеет окружность около 9,85 м, а высота достигает 30 м. В межвоенный период дуб был признан жюри во главе с известным польским ботаником Владиславом Шафером как «красивейшее дерево в Польше».

## История
Согласно последним дендрологическими исследованиям, возраст дерева оценивается в 645—670 лет. Точный возраст дуба установить невозможно из-за гниения сердцевины. В некоторых источниках возраст «Бартека» оценивается даже в 1200 лет.
С 1954 года дуб считается памятником природы. По одной из легенд, в дубе «Бартек» скрыты сокровища Яна III Собеского и Марысеньки.
На стволе дуба с юго-восточной стороны подвешены две фигуры распятого Христа, отлитые, вероятно, на местных металлургических заводах. На одно из распятий нанесена дата — 1853 год. Согласно одной из версий, их повесили в честь двух офицеров Январского восстания. По другой версии, одно распятие подвешено в ознаменование победы Собеского под Веной, а другое было подвешено после окончания эпидемии холеры в 1853 году.
В 1829 году у дуба «Бартек» было 14 основных ветвей и 16 дополнительных. В настоящее время на дереве есть восемь основных ветвей.